# 7人制ラグビー男子フィジー代表
7人制ラグビー男子フィジー代表（英語: Fiji national rugby sevens team）は、国際大会に派遣される7人制ラグビーの男子フィジー代表チームである。
ワールドラグビーセブンズシリーズ、ラグビーワールドカップセブンズなどに出場している。

## 歴史
1977年に行われた香港セブンズで国際大会初優勝。
その後ワイサレ・セレヴィ等の活躍でラグビーワールドカップセブンズ1997を制し、2016リオ五輪ではフィジー史上初の金メダルを獲得した。
2020東京五輪でも優勝して2連覇。
そして2024パリ五輪では決勝にて7人制フランス代表に敗れ銀メダルで3連覇を逃した。

## 成績

### 夏季オリンピック
| 年   | ラウンド  | 順位 | 試 | 勝 | 負 | 分 |
| ---- | --------- | ---- | -- | -- | -- | -- |
| 2016 | 優勝      | 1位  | 6  | 6  | 0  | 0  |
| 2021 | 優勝      | 1位  | 6  | 6  | 0  | 0  |
| 2024 | 準優勝    | 2位  | 6  | 5  | 1  | 0  |
| 計   | 優勝 2 回 | 3/3  | 18 | 17 | 1  | 0  |

### ワールドカップ
| 年   | ラウンド           | 順位 | 試 | 勝 | 負 | 分 |
| ---- | ------------------ | ---- | -- | -- | -- | -- |
| 1993 | カップ準決勝敗退   | 3    | 9  | 7  | 2  | 0  |
| 1997 | カップ優勝         | 1    | 7  | 7  | 0  | 0  |
| 2001 | カップ準決勝敗退   | 3    | 7  | 6  | 1  | 0  |
| 2005 | カップ優勝         | 1    | 8  | 8  | 0  | 0  |
| 2009 | カップ準々決勝敗退 | 5    | 4  | 3  | 1  | 0  |
| 2013 | カップ準決勝敗退   | 3    | 6  | 4  | 2  | 0  |
| 2018 | カップ準決勝敗退   | 4    | 4  | 2  | 2  | 0  |
| 2022 | カップ優勝         | 1    | 4  | 4  | 0  | 0  |
| 計   | 優勝 3 回          | 8/8  | 49 | 41 | 8  | 0  |

### ワールドゲームズ
| 年   | ラウンド  | 順位     | 試       | 勝       | 負       | 分       |
| ---- | --------- | -------- | -------- | -------- | -------- | -------- |
| 2001 | 優勝      | 1        | 6        | 6        | 0        | 0        |
| 2005 | 優勝      | 1        | 5        | 5        | 0        | 0        |
| 2009 | 優勝      | 1        | 6        | 5        | 1        | 0        |
| 2013 | 出場なし  | 出場なし | 出場なし | 出場なし | 出場なし | 出場なし |
| 計   | 優勝 3 回 | 3/4      | 17       | 16       | 1        | 0        |

### ワールドセブンズシリーズ
- 1999-2000シーズン - 2位
- 2000-2001シーズン - 3位
- 2001-2002シーズン - 4位
- 2002-2003シーズン - 3位
- 2003-2004シーズン - 4位
- 2004-2005シーズン - 2位
- 2005-2006シーズン - 1位
- 2006-2007シーズン - 2位
- 2007-2008シーズン - 4位
- 2008-2009シーズン - 2位
- 2009-2010シーズン - 4位
- 2010-2011シーズン - 4位
- 2011-2012シーズン - 2位
- 2012-2013シーズン - 3位
- 2013-2014シーズン - 3位
- 2014-2015シーズン - 1位
- 2015-2016シーズン - 1位
- 2016-2017シーズン - 3位
- 2017-2018シーズン - 2位
- 2018-2019シーズン - 1位
- 2019-2020シーズン - 3位
- 2021-2022シーズン - 3位

## 主な歴代選手
- ワイサレ・セレヴィ - 代表最多得点者
- ジュリー・トゥワイ - 代表最多トライ
- オセア・コリニサウ - リオ五輪代表主将
- チョサイア・ライスンゲ

## 直近大会の代表スコッド
パリ2024五輪スコッド
1. ジョセファ・タラコロ
2. イオセフォ・マシ
3. イオワネ・テンバ
4. セヴロニ・モゼナザンギ
5. ライスンゲ・ジョサイア
6. ジェレマイア・マタナ
7. テリオ・タマニ・ヴェイラワ
8. ポニパテ・ロンガニマシ
9. セレシチノ・ラヴタウマンダ
10. ジェリー・トゥワイ
11. カミニエリ・ラサク
12. ワイセア・ナズング